# Mariä Geburt (Wartenberg)

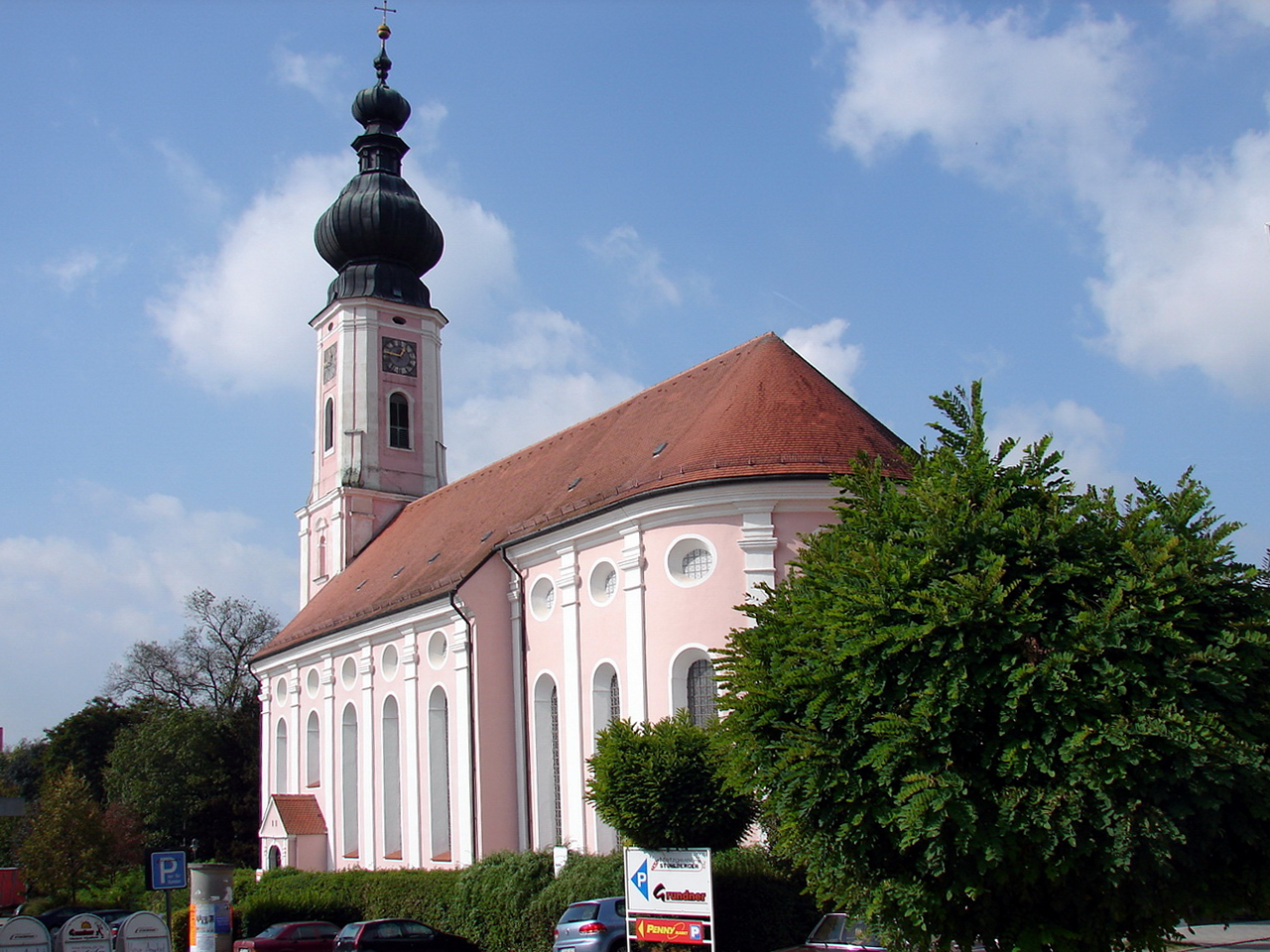
Außenansicht der Pfarrkirche Mariä Geburt in Wartenberg

Die römisch-katholische Pfarrkirche Mariä Geburt in Wartenberg, einem Markt im oberbayerischen Landkreis Erding, ist ein stattlicher Barockbau, der in den Jahren 1719 bis 1723 von dem Erdinger Stadtmaurermeister Anton Kogler errichtet wurde. Das Gotteshaus ist die Hauptkirche des Pfarrverbands Wartenberg im Dekanat Erding des Erzbistums München und Freising. Zum Pfarrverband gehören auch die Pfarreien St. Peter und Paul in Berglern, St. Martin in Langenpreising und St. Stephanus in Zustorf.

## Geschichte
Vor dem Bau der jetzigen Pfarrkirche war die heutige Friedhofskirche St. Georg im Ortsteil Rocklfing links der Strogen das einzige Gotteshaus in Wartenberg. Es handelt sich dabei um einen spätgotischen Saalbau, der um 1500 errichtet wurde. Als Pfarrei wurde Rocklfing erstmals 1315 erwähnt, bis 1724 war St. Georg – damals noch der Gottesmutter Maria geweiht – Pfarrkirche. Da das kleine Kirchlein baufällig war, musste im Jahr 1719 das Langhaus abgerissen werden; Chor und Turm sind bis heute erhalten.
Stattdessen wurde in der Nähe des Marktplatzes ein neues Gotteshaus, die heutige Pfarrkirche, von Grund auf errichtet. Die Grundlegung erfolgte am 27. April 1719. Die Bauarbeiten in den Jahren 1719 bis 1723 leitete der Erdinger Stadtbaumeister Anton Kogler, von dem zahlreiche Barockkirchen im Erdinger Land stammen. Die Pfarrkirche zu Wartenberg ist allerdings der größte Bau, den er zu verantworten hatte. Die Kirchweihe vollzog der Freisinger Fürstbischof Johann Franz Eckher am 22. August 1724. Damals war der Rohbau von Langhaus, Chor und Sakristei bereits fertiggestellt, während der Turm noch nicht über das hohe Satteldach des Kirchenschiffes hinausragte. Außerdem waren die Altarnischen noch unbelegt.
Da die Pfarrei durch die enormen Baukosten und durch Beschädigungen am Pfarrhof infolge von Brandstiftung verarmt war, wurde erst nach etwa 40 Jahren wieder Hand an den Kirchenbau gelegt. Im Jahr 1763 wurden unter Leitung von Johann Baptist Lethner, Anton Koglers Nachfolger als Erdinger Stadtmaurermeister, dringend erforderliche Reparaturen durchgeführt, der gesamte Bau verputzt und gleichzeitig das heutige Turmobergeschoss mit Zwiebelhaube aufgesetzt. Der Entwurf dazu stammt möglicherweise von Abraham Kirschenhofer. Die Ausstattung des Kircheninneren entstand in einem Zeitraum von etwa zwanzig Jahre ab der Weihe und stammt größtenteils von namentlich nicht bekannten Kunsthandwerkern, die aber wahrscheinlich in Erding und Umgebung zu suchen sein dürften.
In jüngster Zeit wurden einige Baumaßnahmen an der Kirche vollzogen. So wurde 1988 von Anton Staller eine neue Orgel errichtet. Im Jahr 2013 wurde eine Innenrenovierung der Kirche abgeschlossen, bei der unter anderem Volksaltar, Ambo und Priestersitz erneuert wurden. In den neuen Zelebrationsaltar ist eine Blutreliquie des 2011 seliggesprochenen Papstes Johannes Paul II. eingefasst.
Im Jahr 1992 wurde der Pfarrverband mit der Pfarrei St. Peter und Paul in Berglern gegründet, welcher 2013 mit den Pfarreien Langenpreisung und Zustorf auf seine heutige Größe erweitert wurde.

## Architektur

### Äußeres

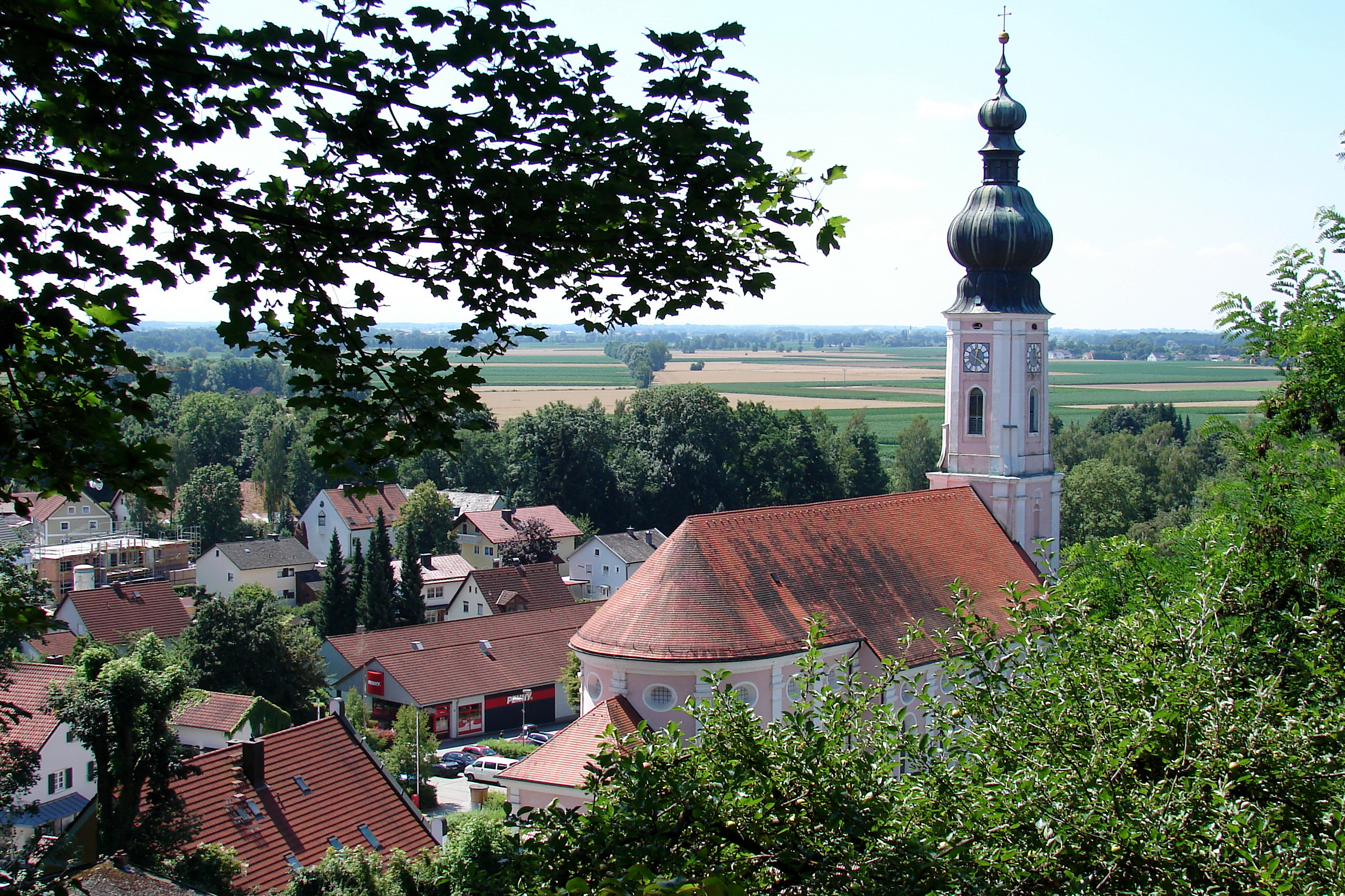
Pfarrkirche Mariä Geburt vom Nikolaiberg

Da beim Kirchenbau keine Bausubstanz eines Vorgängers integriert werden musste, ist die Pfarrkirche heute ein einheitlicher Barockbau. Dieser ist der Bautradition der Entstehungszeit entsprechend nach Osten ausgerichtet, allerdings um wenige Grad nach Norden verdreht. Es handelt sich um eine für Kogler typische Saalkirche, bestehend aus einem fünfjochigen Langhaus und einem etwas schmäleren zweijochigen, halbrund geschlossenen Chor. Über den schlanken, hohen Rundbogenfenstern sind jeweils kleine, querovale Blindfenster eingelassen.
Auf der Westseite des Langhauses ist der stattliche, dreigeschossige Turm über quadratischem Grundriss angebaut. Die unteren beiden Geschosse verfügen je an drei Seiten über Rundbogennischen, die an eine Ädikula erinnern. Die Ecken sind durch Pilaster hervorgehoben, die Stockwerkgliederung erfolgt über auskragendes Gebälk. Das obere, leicht verjüngte Geschoss besitzt abgeschrägte Kanten, an den Voluten sitzen. Hier sind der Glockenstuhl, die Schallöffnungen und die Turmuhren zu finden. Den oberen Abschluss bildet eine Doppelzwiebelhaube mit Laterne, wie sie in der Gegend häufiger zu finden ist. Einschließlich von Turm und Kreuz besitzt der Turm eine Höhe von 64 Metern.
Das Gesims oberhalb des ersten Turmgeschosses setzt sich an Langhaus und Chor fort. Die Jochtrennung erfolgt hier durch Pilaster, die denen am Turm ähneln und sich durch ihre gelblich-weiße Farbgebung vom hellroten Mauerwerk deutlich abheben. Im vierten Langhausjoch von Osten sind zu beiden Seiten kleine, überdachte Vorbauten angefügt, welche die schweren eisenbeschlagenen Portale enthalten. Die Sakristei ist untypischerweise in Verlängerung der Mittelachse des Kirchenschiffs am Chor angebaut. Gegenüber dem von einem Satteldach überspannten Kirchenbau setzt sie mit ihrem abgewalmten Dach einen deutlichen architektonischen Akzent.

### Inneres

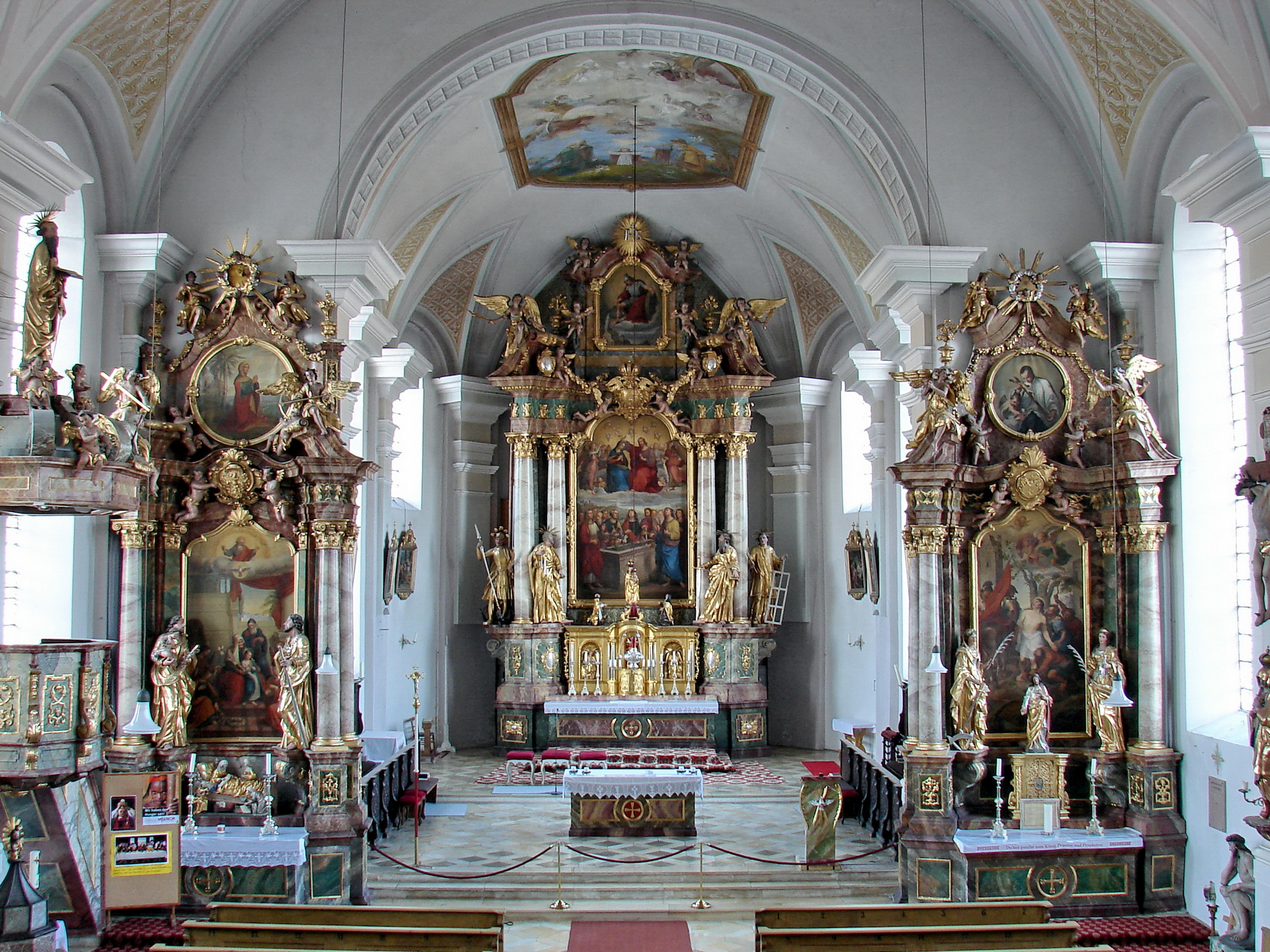
Innenansicht

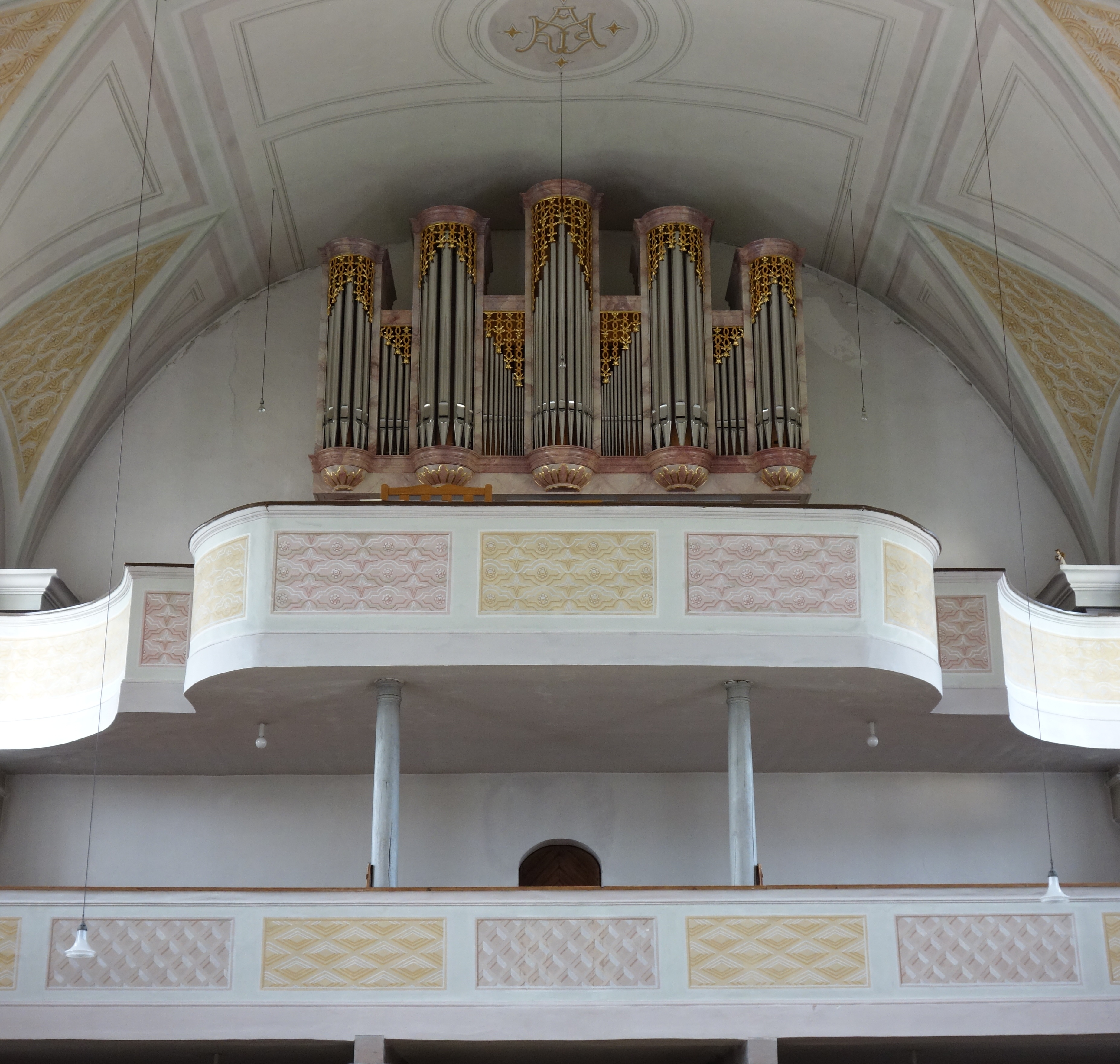
Doppelempore mit Orgel

Der lichte Innenraum wird von einem nahezu halbkreisförmigen Tonnengewölbe mit Stichkappen überspannt. Dieses wird von Pilastern mit weit auskragendem Gebälk getragen, die auf hohen Sockeln stehen und nach oben mittels eines konkav geformten Kapitells abschließen. Ein runder, weitgehend unverzierter Chorbogen trennt das Langhaus kaum merklich vom eingezogenen Chor. Die halbrunde Apsis wird fast vollständig von dem 15 Meter hohen Hochaltar verdeckt. Im westlichsten Langhausjoch ist eine Doppelempore, auf deren oberem Geschoss die Orgel ihren Platz gefunden hat.
Die brokatähnlich gestalteten Malereien an den Stichkappen, den Gewölbezwickeln, der Unterseite des Chorbogens und den Emporenbrüstungen schuf der Kirchenmaler Peter Keilhacker aus Taufkirchen erst im Jahr 1947. Etwas älter sind die großen Deckengemälde. Von dem Münchner Maler Anton Ranzinger stammt jenes am Chorgewölbe, auf dem die Heilige Familie in idyllischer Landschaft dargestellt ist. Darüber schweben zahlreiche Engel sowie Gott Vater und der Heilige Geist, die das 1895 entstandene Bild nach oben hin abschließen. Das monumentale Deckenfresko am Langhausgewölbe wurde nur ein Jahr später von Anton Ranzinger und dem ebenfalls in München ansässigen Kaspar Lessig geschaffen. Es ist eine freie Kopie des Altarfreskos vom Jüngsten Gericht in der Münchner Pfarr- und Universitätskirche St. Ludwig. Dazu ist eine Anekdote überliefert: Der damalige Wartenberger Pfarrer Josef Haslauer wollte möglichst wenig Geld für die Ausmalung der Kirche ausgeben. Daher ließ er den unter Maria abgebildeten Josef ohne Heiligenschein darstellen.
Die Inschrift, die in einer Kartusche über dem Chorbogen zu sehen ist, lautet: CRVX EST SALVS MVNDI ET IN PACE CRESCIT DEI GREX (lat. „Das Kreuz ist das Heil der Welt und in Frieden wächst Gottes Herde“). Die roten Buchstaben ergeben als Chronogramm die Jahreszahl 1986, das Jahr der letzten großen Kirchenrenovierung.

## Ausstattung

### Altäre

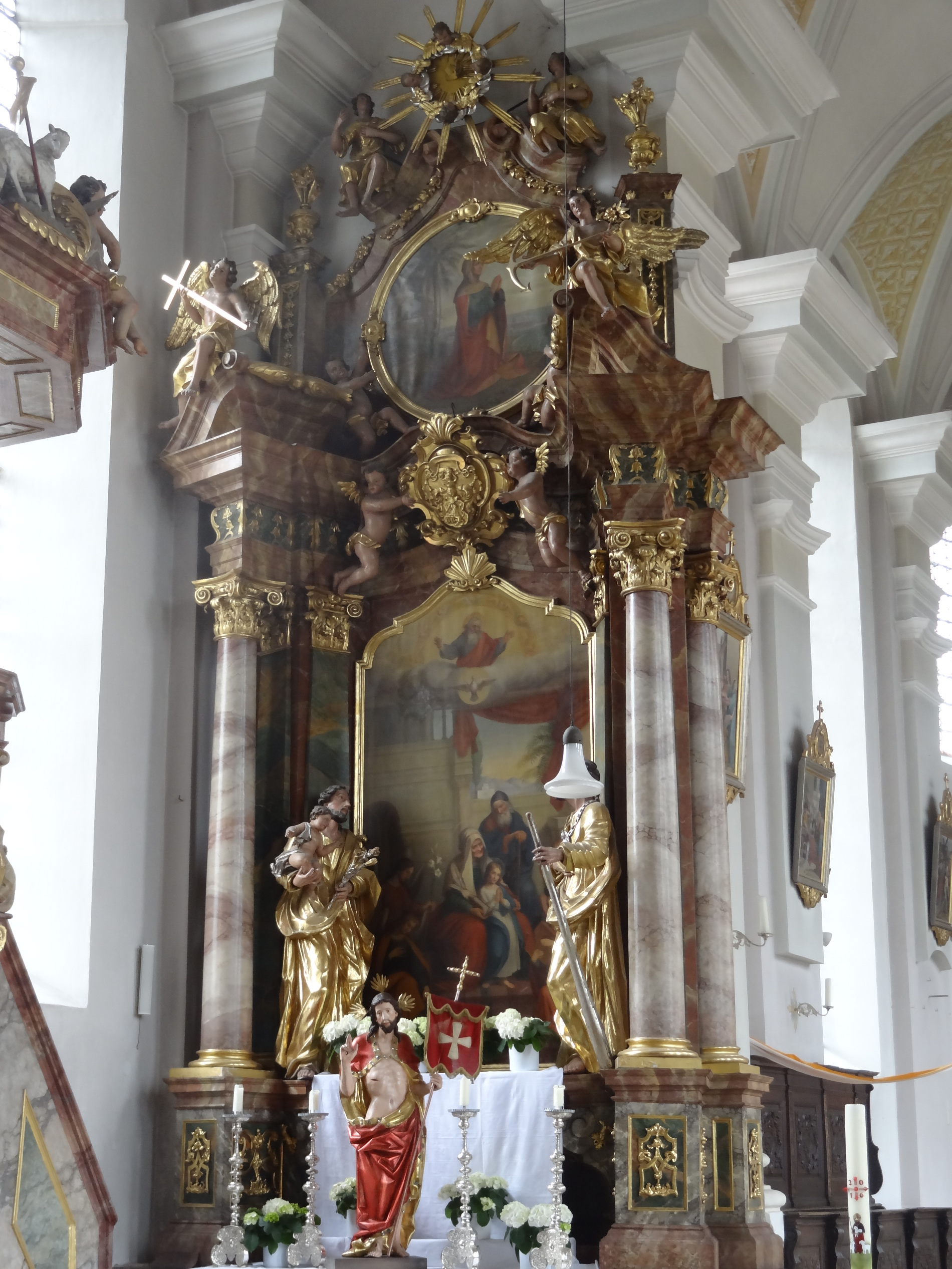
Linker Seitenaltar

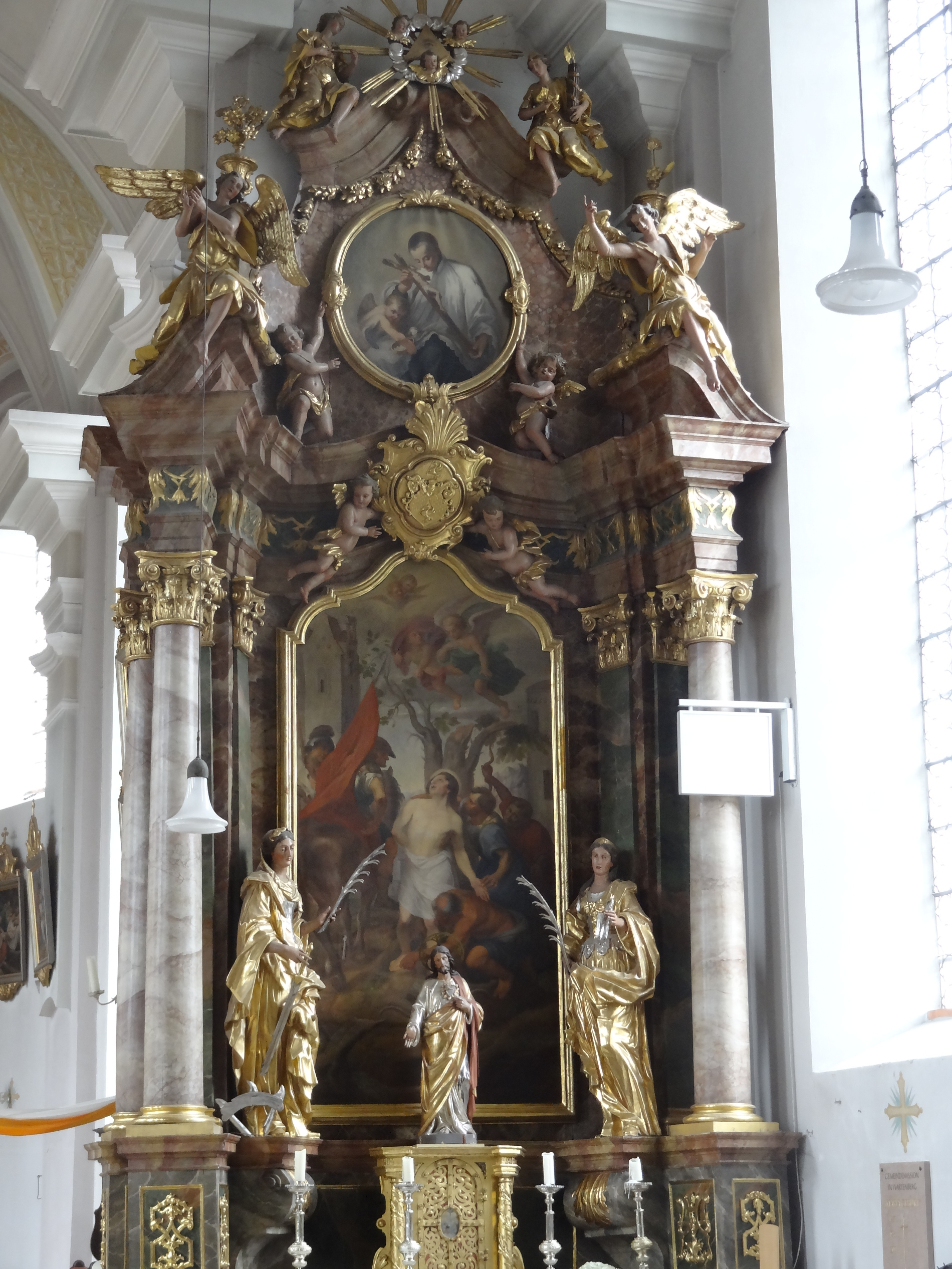
Rechter Seitenaltar

Von Anfang an waren für die Pfarrkirche Mariä Geburt fünf Altäre vorgesehen, jedoch wurden diese erst nach und nach realisiert. Der stattliche Hochaltar wurde 1734 vom bayerischen Kurfürsten Karl Albrecht gestiftet, worauf sein von Putten gehaltenes Wappen über dem Altarblatt hinweist. Da auch kaiserliche Embleme zu finden sind, dürfte der Wappenschild frühestens 1742 entstanden sein. Der Adlige übernahm lediglich die Kosten für die Kistlerarbeiten an dem Altar, die wahrscheinlich von Veit Madersbacher aus Erding ausgeführt wurden. Die Fassmalerarbeiten wurden dagegen von der Pfarrei bezahlt und von dem ortsansässigen Maler Franz Albert Aiglstorffer ausgeführt. Unbekannt ist jedoch der Schöpfer der zahlreichen Schnitzwerke. Das große Altarblatt, das von dem Ebersberger Maler Anton Rick im Jahr 1884 als Kopie nach Raffael angefertigt wurde, stellt die Krönung Mariens durch die Heilige Dreifaltigkeit dar. Darunter sind die Apostel zu sehen, die sich um das leere Grab versammelt haben, aus dem jetzt Rosen und Lilien sprießen.
Es wird von zwei gestaffelten Säulenpaaren gerahmt, um die (von links nach rechts) die Figuren der Heiligen Georg, Petrus, Paulus und Laurentius gruppiert sind. Auf dem mittig angeordneten Tabernakel, der das Herz Jesu als Gnadenquelle thematisiert und erst 1927 zu seiner heutigen Form mit Türchen umgebaut wurde, steht eine spätgotische Madonna mit Kind, die im 18. Jahrhundert als Gnadenbild verehrt wurde. In der Osterzeit wird diese Plastik durch eine Figur des Auferstandenen ausgetauscht. Daneben knien kleine Figuren des heiligen Dominikus (links) und der heiligen Katharina von Siena (rechts). Die Rundsäulen mit korinthisierenden Kapitellen tragen ein mehrfach verkröpftes Gebälk. Auf den seitlichen Volutengiebeln sitzen große Engelsfiguren. Rund um das Auszugsbild des heiligen Florian gruppieren sich vier kleine Putten, wobei die oberen zwei auf den Heiligen weisen und die unteren beiden ein Rosengebinde halten.
Beide Seitenaltäre sind stilistisch dem Hochaltar angeglichen, weisen jedoch eine etwas einfachere Form mit nur zwei Rundsäulen auf. Die Patronate der Altäre hat man von der Kirche in Rocklfing übernommen. So ist der linke Seitenaltar der heiligen Anna geweiht. Das Altarblatt, 1885 von Rick gemalt, zeigt die Heilige mit ihrer Tochter Maria und deren Vater Joachim, darüber Gott Vater auf einem Wolkenband. Im Auszugsbild, welches ebenfalls von Rick stammt, ist die heilige Monika, Mutter des Kirchenvaters Augustinus, dargestellt. Die Assistenzfiguren stellen den heiligen Josef (links) mit Kind und den Apostel Judas Thaddäus (rechts) mit seinem Marterwerkzeug, der Keule, dar. Erwähnenswert ist auch die moderne Replik eines spätgotischen Reliefs der Geburt Mariens, die von dem Künstler Engelbert Hein aus Altmühldorf angefertigt wurde. Das Original ist in der Pfarrkirche von Sankt Wolfgang in Oberbayern zu finden. Es ist das einzige Bildwerk in der Kirche, welches an das Patrozinium erinnert.
Während der linke Seitenaltar 1737 vom damaligen Pfarrer Johann Michael Wiesner gestiftet wurde, ist der rechte ein Geschenk der Freiherrn von Fraunberg. Dieser ist dem heiligen Sebastian geweiht. Folglich sind auf dem großen Altarblatt die Vorbereitungen zum Martyrium des Heiligen zu sehen. Im Auszug der ist heilige Aloisius von Gonzaga dargestellt. Als Assistenzfiguren fungieren die heilige Katharina von Alexandrien (links) und die heilige Apollonia. Auf der Mensa steht ein um 1680 entstandener Tabernakel, der aus einer unbekannten Kirche hierher übertragen wurde.
Ein gänzlich anderes Konzept weisen die beiden Wandaltäre aus der Zeit um 1745 auf, die an der Nord- und Südseite des Langhauses in Mauernischen eingelassen sind. Den nördlichen (linken) Wandaltar stiftete Pfarrer Wiestner, den südlichen (rechten) die Freiherrn von Fraunberg – auch hier an den Wappenschilden erkennbar. Jeweils zwei schräg gestellte Säulenpaare tragen einen muschelförmigen Auszug. Darunter befindet sich eine Figurennische vor dem Hintergrund brokatähnlicher Flachschnitzereien. In dieser befindet sich am nördlichen Altar der Erzengel Michael, gerade im Begriff, den Drachen zu bezwingen. Seitlich sind zwischen den Säulen Figuren der Erzengel Gabriel (links) und Raphael (rechts) angeordnet. Den oberen Abschluss bildet ein Schutzengel mit Kind, daher wird dieser Altar auch als Schutzengelaltar bezeichnet. Das Gegenstück auf der Südseite bildet der Johannesaltar. In der zentralen Nische befindet sich eine Figur des heiligen Johannes Nepomuk, seitlich Johannes der Täufer (links) und der Evangelist Johannes (rechts). Ganz oben befindet sich die Figur eines heiligen Bischofs.

### Kanzel
Die sechseckige, durch Volutenpilaster gegliederte Barockkanzel stammt aus der Zeit um 1735. Auf dem Schalldeckel ist inmitten zahlreicher Putten das apokalyptische Lamm, auf dem Buch mit den sieben Siegeln stehend, dargestellt. Darüber steht auf einem Podest eine spätgotische Figur des Apostels Paulus, die aus der Kirche in Rocklfing übernommen wurde. An der Rückwand der Kanzel ist ein Gemälde der Schlüsselübergabe an den Apostel Petrus zu sehen. Dieses soll, genauso wie die Altargemälde, 1885 von Anton Rick geschaffen worden sein.

### Übrige Ausstattung

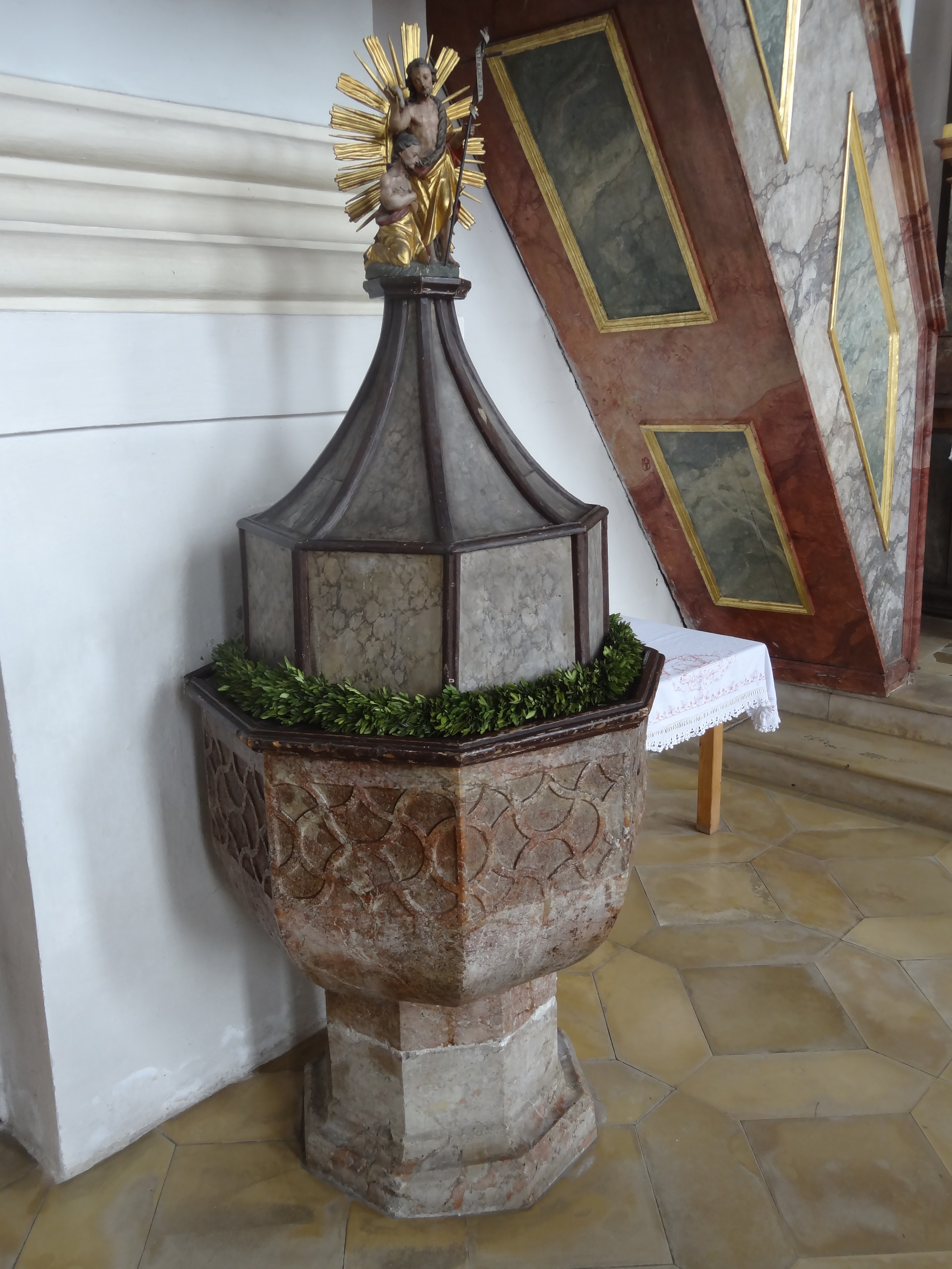
Spätgotischer Taufstein

Unterhalb der Kanzel ist der kleine achteckige Taufstein aus Rotmarmor platziert, der ebenfalls von Rocklfing übernommen wurde. Auf dem Deckel ist eine kleine Figurengruppe der Taufe Jesu zu sehen, die 1706 von dem Bildhauer Jonas Hiernle aus Landshut geschaffen wurde. Das Kirchengestühl im Langhaus stammt noch aus der Entstehungszeit der Kirche, wurde aber 1893 um zwei Bankreihen ergänzt. Ebenfalls der barocken Stilepoche zuzuordnen ist das Chorgestühl aus der Zeit um 1735. Es ist mit reichen Schnitzereien verziert, die als Bandelwerk und Glöckchengehänge ausgeführt sind. An der Nord- und Südseite des Altarraumes ist jeweils eine Gestühlsreihe mit sechs Sitzen angeordnet. Außerdem befinden sich im Chorraum mehrere Epitaphien für verstorbene Pfarrer von Wartenberg.
Die vierzehn Kreuzwegstationen wurden 1886 von Kaspar Lessig und Anton Ranzinger gemalt. Diese sind dem weit verbreiteten Vorbild des Joseph Ritter von Führich nachempfunden. Neben dem rechten Chorbogenaltar steht eine barocke Figur des Christus in der Rast. Auf den Sockeln der Wandpfeiler neben den Portalen sind zwei Figuren des heiligen Bruders Konrad und der heiligen Theresia von Lisieux angeordnet, die um 1935 entstanden sind. Erwähnenswert sind auch die Gemälde im südlichen Portalvorbau, die wohl von Franz Albert Aiglstorffer zur Entstehungszeit der Kirche geschaffen wurden. Sie zeigen, wie Jesus Christus und die Gottesmutter Maria den armen Seelen im Fegefeuer erscheinen. Die vergitterte Nische unterhalb, nunmehr leer, diente ursprünglich als Ossuarium.

### Orgel
Die Orgel auf der Westempore wurde 1988 von Anton Staller aus Grafing bei München erbaut. Das Schleifladeninstrument mit mechanischer Spiel- und elektrischer Registertraktur umfasst insgesamt rund 1700 Pfeifen auf 27 Registern, die wiederum auf zwei Manualen und einem Pedalwerk spielbar sind. Die Disposition lautet wie folgt:
| I Hauptwerk |                  |       |
| 1.          | Bordun           | 16′   |
| 2.          | Prinzipal        | 8′    |
| 3.          | Hohlflöte        | 8′    |
| 4.          | Oktave           | 4′    |
| 5.          | Traversflöte     | 4′    |
| 6.          | Kleinkornett III |       |
| 7.          | Quinte           | 2 ⁄3′ |
| 8.          | Superoktave      | 2′    |
| 9.          | Mixtur IV        | 1 ⁄3′ |
| 10.         | Trompete         | 8′    |
|             | Tremulant        |       |

| II Schwellwerk |              |       |
| 11.            | Gedeckt      | 8′    |
| 12.            | Salicional   | 8′    |
| 13.            | Prästant     | 4′    |
| 14.            | Rohrflöte    | 4′    |
| 15.            | Flautino     | 2′    |
| 16.            | Sesquialter  | 2 ⁄3′ |
| 17.            | Quinte       | 1 ⁄3′ |
| 18.            | Scharfzymbel | 2′    |
| 19.            | Rohrschalmey | 8′    |
|                | Tremulant    |       |

| Pedal |              |         |
| 20.   | Subbaß       | 16′     |
| 21.   | Quintbaß     | 10 2⁄3′ |
| 22.   | Oktavbaß     | 8′      |
| 23.   | Flötgambe    | 8′      |
| 24.   | Tenoroktave  | 4′      |
| 25.   | Baßmixtur IV | 2 ⁄3′   |
| 26.   | Posaune      | 16′     |
| 27.   | Trompete     | 8′      |

- Koppeln: II/I, I/P, II/P

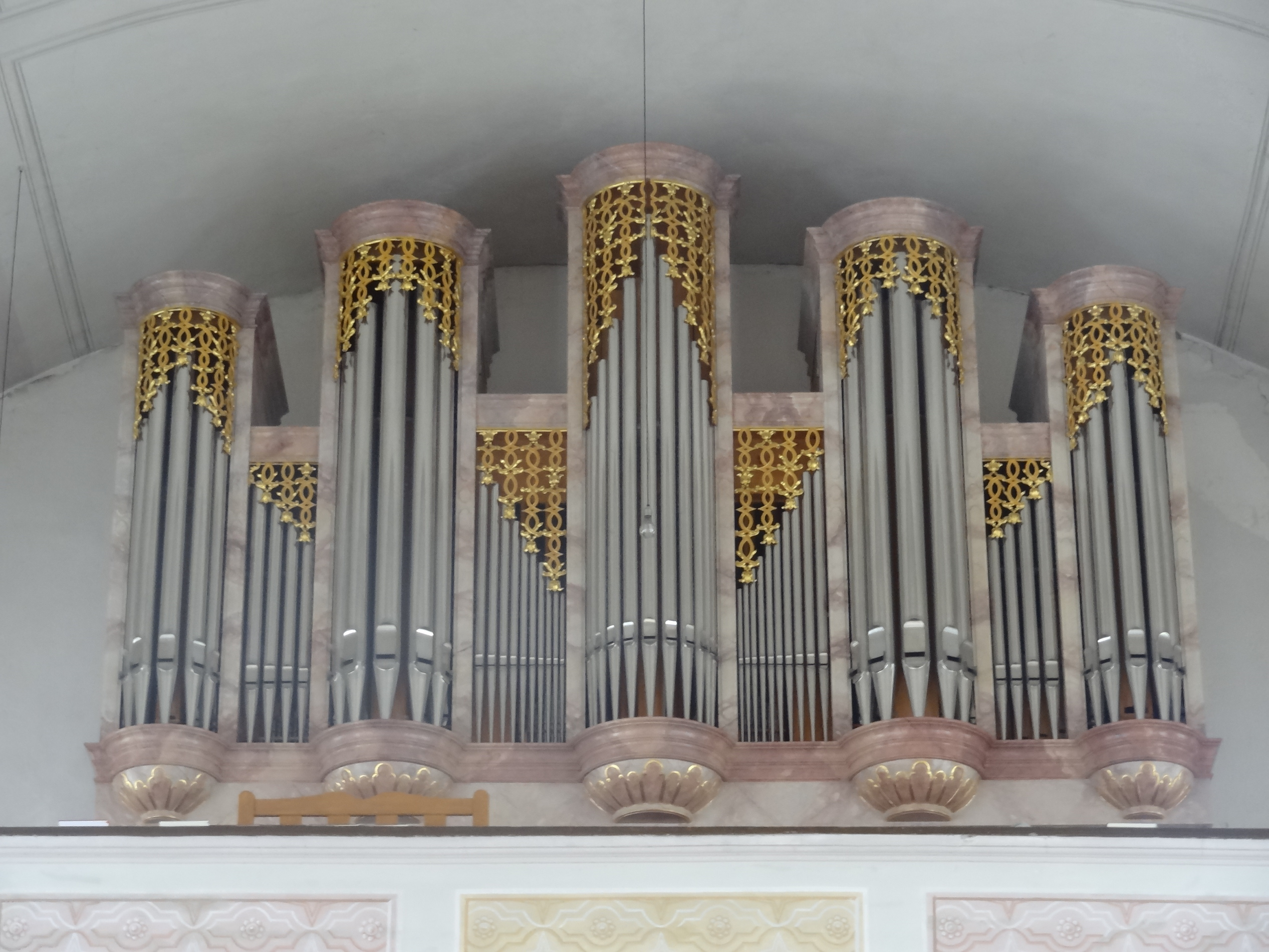
Orgel

- Spielhilfen: 2 freie Kombinationen

#### Orgelgeschichte
Die erste Orgel in Wartenberg wurde im Jahr 1697 von Adam Fundesin aus München für die damalige Pfarrkirche und heutige Friedhofskirche St. Georg erbaut. Nach dem Bau der heutigen Pfarrkirche wurde diese im Jahr 1746 erstmals mit einer Orgel ausgestattet, die 1787 von Alois Reisberger aus München und 1821 von Ludwig Ehrlich aus Moosburg restauriert wurde. Im Jahr 1849 wurde dieses Instrument durch einen Neubau des Münchners Franz Zimmermann ersetzt. Das rein mechanische Schleifladeninstrument umfasste insgesamt elf Register auf einem Manual und Pedal. Bereits 1867 wurde es von Alois Rubenbauer aus München restauriert.
| I Manual C–f3 |                |       |
| 1.            | Principal      | 8′    |
| 2.            | Copel          | 8′    |
| 3.            | Salicional     | 8′    |
| 4.            | Viola di Gamba | 8′    |
| 5.            | Oktav          | 4′    |
| 6.            | Flöte          | 4′    |
| 7.            | Quint          | 2 ⁄3′ |
| 8.            | Sesquialter II | 2 ⁄3′ |
| 9.            | Mixtur III     | 2 ⁄3′ |

| Pedal C–f |           |     |
| 10.       | Subbaß    | 16′ |
| 11.       | Violonbaß | 8′  |

- Koppeln: I/P

Im Jahr 1885 erfolgte ein durchgreifender Umbau durch Franz Borgias Maerz aus München. Die nunmehr zweimanualige Orgel wies bereits 14 Register auf, wurde aber im Jahr 1912 nochmals um ein Register erweitert. Dieses Kegelladeninstrument besaß mechanische Spiel- und Registertrakturen sowie einen freistehenden Spieltisch.
| I Manual C–f3 |           |       |
| 1.            | Bordun    | 16′   |
| 2.            | Principal | 8′    |
| 3.            | Gedackt   | 8′    |
| 4.            | Gamba     | 8′    |
| 5.            | Octave    | 4′    |
| 6.            | Rohrflöte | 4′    |
| 7.            | Mixtur IV | 2 ⁄3′ |

| II Manual C–d1 |                 |    |
| 8.             | Geigenprincipal | 8′ |
| 9.             | Flöte           | 8′ |
| 10.            | Salicional      | 8′ |
| 11.            | Fugara          | 4′ |
| 12.            | Clarinett       | 8′ |

| Pedal C–d1 |           |     |
| 13.        | Violonbaß | 16′ |
| 14.        | Subbaß    | 16′ |
| 15.        | Octavbaß  | 8′  |

- Koppeln: II/I, II/P, I/P

1. ↑  beim Umbau 1912 hinzu

Im Jahr 1936 wurde die Maerz-Orgel wiederum durch einen Neubau von Georg Glatzl aus Altmühldorf ersetzt. Das pneumatische Kegelladeninstrument mit freistehendem Spieltisch und Freipfeifenprospekt umfasste insgesamt 33 Register auf zwei Manualen und Pedal. Damit konnte eine der Größe des Kirchenraumes entsprechende Beschallung realisiert werden. Aufgrund von baulichen und systembedingten Mängeln musste die Orgel jedoch bereits nach rund 50 Jahren ihrer Nachfolgerin (siehe oben) weichen.
| I Manual C–g3 |             |       |
| 1.            | Bordun      | 16′   |
| 2.            | Principal   | 8′    |
| 3.            | Hohlflöte   | 8′    |
| 4.            | Quintatön   | 8′    |
| 5.            | Gamba       | 8′    |
| 6.            | Octave      | 4′    |
| 7.            | Rohrflöte   | 4′    |
| 8.            | Superoctave | 2′    |
| 9.            | Mixtur IV   | 2 ⁄3′ |
| 10.           | Clairon     | 4′    |

| II Manual C–g3 |                |        |
| 11.            | Gedackt        | 8′     |
| 12.            | Konzertflöte   | 8′     |
| 13.            | Salicional     | 8′     |
| 14.            | Vox coelestis  | 8′     |
| 15.            | Kleinprinzipal | 4′     |
| 16.            | Blockflöte     | 4′     |
| 17.            | Nasard         | 2 ⁄3′  |
| 18.            | Querflöte      | 2′     |
| 19.            | Terzflöte      | 1 3⁄5′ |
| 20.            | Sifflöte       | 1′     |
| 21.            | Dulzian        | 16′    |
| 22.            | Vox humana     | 8′     |
| 23.            | Oboe           | 8′     |
|                | Tremulant      |        |

| Pedal C–f1 |                  |        |
| 24.        | Prinzipalbaß     | 16′    |
| 25.        | Subbaß           | 16′    |
| 26.        | Zartbaß          | 16′    |
| 27.        | Oktavbaß         | 8′     |
| 28.        | Gedacktbaß       | 8′     |
| 29.        | Flötenbaß        | 4′     |
| 30.        | Rauschpfeife III | 5 1⁄3′ |
| 31.        | Dulzian          | 16′    |
| 32.        | Posaune          | 16′    |
| 33.        | Fagottbaß        | 8′     |

- Koppeln: II/I, II/P, I/P, Super II/I, Sub II/I
- Spielhilfen: 1 freie Kombination, Tutti, Auslöser, Pianopedal ab, Handregister ab, Zungenregister ab

### Glocken
Die Pfarrkirche besitzt ein fünfstimmiges Geläut. Vier der fünf Glocken wurden im Jahr 1948 von der Glockengießerei J. F. Weule in Bockenem am Harz hergestellt und am Stephanitag desselben Jahres geweiht. Diese bestehen alle aus Eisenhartguss, welches nach dem Krieg billiger war. Oft auch unter der Bezeichnung Klangstahl oder Klangguss verkauft. Die zweitkleinste Glocke ist die einzige, die den Zweiten Weltkrieg überdauert hat. Sie wurde 1920 von Rudolf Oberascher aus München in Bronze gegossen. Die Glocken im Einzelnen:
| Glocke | Name           | Gussjahr | Gewicht  | Durchmesser | Höhe    | Schlagton |
| ------ | -------------- | -------- | -------- | ----------- | ------- | --------- |
| 1      | St. Antonius   | 1948     | 2600 kg0 | 180 cm      | 150 cm0 | des1      |
| 2      | Ave Maria      | 1948     | 1300 kg0 | 130 cm      | 116 cm0 | f1        |
| 3      | St. Josef      | 1948     | 500 kg   | 100 cm      | 90 cm   | as1       |
| 4      | Herz Jesu      | 1920     | 500 kg   | 110 cm      | 82 cm   | b1        |
| 5      | St. Crescentia | 1948     | 300 kg   | 085 cm      | 75 cm   | cis2      |

Anmerkungen:
- Glocke 1: Auf einer Tafel über der Glocke befindet sich folgende Inschrift: St. Anton bin ich getauft, Anton Ostermaier hat mich gekauft. Ich will klingen und läuten zu Gottes und des Heiligen Ehr, will bitten den Herrn: Gib den Menschen Segen auf der Erd, und ewige Ruh' beim Himmlischen Heer!
- Glocke 4: Auf der Glocke sind ein ca. 20 cm großes Herz-Jesu-Relief und die Inschrift Heiligstes Herz Jesus, erbarme dich unser zu sehen.
- Glocke 5: Auch Sterbeglocke genannt